# Nitroceluloza
Nitroceluloza (poznata i kao Trinitroceluloza, celulozni nitrat, TNC, malodimni barut, bezdimni barut, nitrat celuloze, fleš papir, fleš pamuk, gumpamuk, piroksilin i fleš konopac, u zavisnosti od oblika) je veoma zapaljivo jedinjenje koje se formira nitracijom celuloze kroz izlaganje mešavine azotne i sumporne kiseline. Jedan od njegovih prvih velikih upotreba bio je kao pamuk, zamena za crni barut kao pogonsko gorivo u vatrenom oružju. Takođe je korišćen da zameni barut kao eksploziv nižeg reda u rudarstvu i drugim primenama. U obliku kolodijuma takođe je bila kritična komponenta u ranoj fotografskoj emulziji, čija je upotreba revolucionirala fotografiju 1860-ih.
Trinitroceluloza  je korišćena kao puščani prah (barut), i 3 do 5 puta je jači od crnoga baruta. Bezdimni barut potpuno je istisnuo dimni barut, jer gori brže i bolje od crnog baruta. Godine 1886. godine je postupno nadomestio u vatrenom oružju svih vrsta. Dobija se nitriranjem celuloze  (npr. pamuka) (starter metak) ili drvenog ugljena koji je preteča celuloze (obični bojevni metak). U nekim državama se nitrira brašno ili skrob. U starter metku je žute ili bele boje u obliku pljosnatijih kuglica, pamuka ili praha, dok u bojevnim mecima crne boje, u obliku kuglica, listića ili valjkastih sitnih oblika. Pri dodiru s plamenom ne eksplodira nego gori vrlo brzo. Brzina gorenja mu je: VoD (cca)= 7.300 m/s (23.950 ft/s), uz stvaranje „efekta vatrene kugle“, velike jake svetlosti. Pri izgaranju razvija samo gasovite produkte. Gasovi nastali njegovom eksplozijom ne uzrokuju rasprsnuće čaure i cevi, nego potiskuju i izbacuju metak. Brizantnost u poređenju s TNT-om je 0,78. Kod TNC-a najviše se mora paziti da ne dođe u dodir s plamenom ili možda iskrom, osim tog nedostatka, vrlo je stabilan.
Primarni (inicijalni) eksploziv, a ujedno i jedini potisni eksploziv, neosetljiv na udarce, ali vrlo osetljiv na plamen.
Nitroceluloza se koristi za punjenje torpeda, granata, raketnih motora, raketa, kao dodatak nitroglicerinu da se dobije bezdimni barut ili eksplozivni gelatin, detonirajuće kapisle, itd. Upotrebljava se još za izbacivanje taneta (zrna) iz čaure (celokupnog metka) ili pak iz raznog vatrenog ili artiljerijskog oružja, raznog kalibra i tu služi kao potisni eksploziv.
Malodimni baruti sastoje se od želatinizirane nitroceluloze. U zavisnosti od želatinizatora malodimni baruti mogu biti: nitrocelulozni, nitroglicerinski, diglikolski i ganidinski. Malodimni baruti se izrađuju u obliku pločica, traka i cevi s jednom ili više rupa. Vrstom baruta, veličinom i oblikom barutnih zrnaca reguliše se priliv gasova pri sagorevanju baruta. Malodimni baruti se vremenom menjaju, postaju nestabilni i opasni za čuvanje. Zbog toga se svake druge godine vrši ispitivanje stabilnosti baruta. Vek trajanja malodimnih baruta je oko 20 godina.
Postoji još i dinitroceluloza, ali ona ima čudan plastični (PVC) oblik i od nje su napravljene ping-pong loptice.

## Opšte informacije
Nitroceluloza je vlaknasta rastresita masa bele boje, po izgledu slična celulozi. Jedna od najvažnijih karakteristika je stepen supstitucije hidroksilnih grupa za nitro grupe. U praksi se najčešće ne koristi direktna oznaka stepena supstitucije, već sadržaj azota, izražen u težinskim procentima. U zavisnosti od sadržaja azota razlikuju se:
- koloksilin, koloidni pamuk ili kolodion (10,7–12,2% azota);
- piroksilin br. 2 (12,05-12,4% azota);
- pirokolodijum (12,6% azota) - prvi je dobio D. I. Mendeljejev (1890), nerastvorljiv u alkoholu, rastvorljiv u smeši alkoho la i etra [1] ;
- piroksilin br. 1 (13,0-13,5% azota).

I. M. Čelcov, u članku za enciklopedijski rečnik Brockhausa i Efrona, navodi sledeće etre azotne celuloze, od kojih su prva dva nerastvorljiva i čine većinu piroksilina, a ostali, rastvorljivi, deo su kolodija:
| Trivijalno ime     | Hemijska formula                            | Sadržaj azota | Sadržaj azota |
| Trivijalno ime     | Hemijska formula                            | teorijski     | ostvariv      |
| ------------------ | ------------------------------------------- | ------------- | ------------- |
| 12-azotna vlakna   | {\displaystyle {\ce {C24H28O8(NO3)_{12}}}}  | 14,14%        | 13,4%         |
| 11-azotna vlakna   | {\displaystyle {\ce {C24H29O9(NO3)_{11}}}}  | 13,47%        | 13,3%         |
| 10 azotnih vlakana | {\displaystyle {\ce {C24H30O10(NO3)_{10}}}} | 12,75%        | 12,5%—12,7%   |
| 9-azotna vlakna    | {\displaystyle {\ce {C24H31O11(NO3)_{9}}}}  | 11,96%        |               |
| 8-azotna vlakna    | {\displaystyle {\ce {C24H32O12(NO3)_{8}}}}  | 11,11%        |               |
| ...                | i tako dalje                                | ...           |               |
| 4-azotna vlakna    | {\displaystyle {\ce {C24H36O16(NO3)_{4}}}}  | 6,76%         |               |

Gustina 1,58-1,65 g/cm³. Stepen polimerizacije koloksilina je 150-600 (molekulska težina je 37.500-150.000 amu), piroksilina je 1.000-2.000 (molekulska težina je 250.000-500.000 amu). Univerzalni rastvarač za sve vrste nitroceluloze je aceton. U vodi i nepolarnim rastvaračima (benzen, ugljen-tetrahlorid), nitroceluloza se ne rastvara. Rastvorljivost nitroceluloze u polarnim rastvaračima zavisi od sadržaja azota. U kiselim i alkalnim sredinama ima nisku hemijsku otpornost.
Temperatura početka raspadanja suve nitroceluloze je 40—60 °C (104—140 °F; 313—333 K), pri brzom zagrevanju može doći do bljeska i eksplozije. Spontano sagorevanje suve nitroceluloze bilo je uzrok mnogih katastrofa koje je prouzrokovao čovek, od eksplozija fabrika baruta u 19. veku do eksplozija u Tjenđinu 2015. godine.

## Istorija otkrića
Nitroceluloza je jedan od prvih veštačkih polimera.
- 1832 - Francuski hemičar Anri Brakono otkrio je da kada se skrob i drvena vlakna tretiraju azotnom kiselinom, nastaje nestabilan zapaljiv i eksplozivan materijal, koji je nazvao ksiloidin.
- 1838 - Drugi francuski hemičar, Teofil-Žul Peluz, tretirao je papir i karton na sličan način i dobio sličan materijal, koji je nazvao Nitramidin. Niska stabilnost nastale nitroceluloze nije dozvolila da se koristi u tehničke svrhe.
- 1846 – Švajcarski hemičar Kristijan Fridrih Šenbajn je slučajno otkrio praktičniji način dobijanja nitroceluloze. Dok je radio u kuhinji, prosuo je koncentrovanu azotnu kiselinu po stolu. Da bi uklonio kiselinu, hemičar je koristio pamučnu krpu, a zatim je okačio da se osuši na šporet. Nakon sušenja, tkanina je izgorela eksplozijom. Šenbajn je razvio prvu prihvatljivu metodu za proizvodnju nitroceluloze - obradu jednog dela pamučnih vlakana u petnaest delova mešavine sumpora i azotne kiseline u odnosu 50:50. Azotna kiselina je reagovala sa celulozom da bi se formirala voda, a sumporna kiselina je bila potrebna da bi se sprečilo razblaživanje. Posle nekoliko minuta tretmana, pamuk je uklonjen iz kiseline, ispran u hladnoj vodi dok se kiseline ne uklone i osuše. Dobijeni novi materijal odmah je korišćen u proizvodnji baruta nazvanog guncotton. Nitroceluloza je dala 6 puta veću zapreminu produkata sagorevanja od crnog baruta, mnogo manje dima i manje zagrejanog oružja. Međutim, njegova proizvodnja je bila izuzetno opasna i praćena je brojnim eksplozijama u proizvodnji. Dalja istraživanja su pokazala da čistoća sirovina igra ključnu ulogu u opasnosti od proizvodnje – ako pamuk nije temeljno očišćen i osušen, dolazilo je do iznenadnih eksplozija.
- 1869 - u Engleskoj pod vođstvom Frederika Avgusta Abela razvijena je tehnologija mlevenja nitroceluloze u specijalnim uređajima - holanderima i višestrukim (do 8 puta) dugotrajnim pranjem i sušenjem, od kojih je svako trajalo do 2 dana. Holander je ovalna kupka u poprečnom preseku sa učvršćenim poprečnim noževima. Na stranu noževa prolazi osovina sa talasastim kružnim noževima. Kada se osovina okreće, noževi osovine prolaze između fiksnih noževa i seku nitrocelulozno vlakno. Odnos sumporne i azotne kiseline u smeši je promenjen na 2:1. Koristeći ovu tehnologiju, bilo je moguće dobiti proizvod koji je prilično stabilan tokom skladištenja i upotrebe. Deset godina nakon patentiranja ove tehnologije, piroksilin je počeo da se usvaja širom sveta, prvo kao punjenje za čaure i morske mine.

Serija eksplozija koja je usledila nekoliko godina u preduzećima i skladištima okupiranim procesima koji uključuju piroksilin primorala je da se pobliže sagleda problem stabilizacije ovog proizvoda. Uprkos svim poteškoćama, od 1879. godine pa do danas, celulozni nitrati se široko koriste u tehnologiji energetski zasićenih jedinjenja i mnogim drugim oblastima industrije.

## Proizvodnja
Proces koristi mešavinu azotne i sumporne kiseline za pretvaranje celuloze u nitrocelulozu. Kvalitet celuloze je važan. Hemiceluloza, lignin, pentozani i mineralne soli daju inferiorne nitroceluloze. Precizno rečeno, nitroceluloza nije nitro jedinjenje, već nitratni estar. Ponavljajuća jedinica glukoze (anhidroglukoza) unutar celuloznog lanca ima tri OH grupe, od kojih svaka može formirati nitratni estar. Dakle, nitroceluloza može označavati mononitrocelulozu, dinitrocelulozu i trinitrocelulozu, ili njihova mešavina. Sa manje OH grupa od matične celuloze, nitroceluloze se ne agregiraju vodoničnim vezom. Sveobuhvatna posledica je da je nitroceluloza rastvorljiva u organskim rastvaračima kao što su aceton i estri; npr. etil acetat, metil acetat, etil karbonat. Većina lakova se priprema od dinitrata, dok su eksplozivi uglavnom trinitrati.
Hemijska jednačina za formiranje trinitrata je:
3 HNO3 + C6H7(OH)3O2  C6H7(ONO2)3O2 + 3 H2O
Prinosi su oko 85%, a gubici se pripisuju potpunoj oksidaciji celuloze u oksalnu kiselinu.

### Industrijska metoda za proizvodnju nitroceluloze
Kuvanje nitroceluloze na 90—95 °C (194—203 °F; 363—368 K) u protočnom reaktoru. U ovom slučaju dolazi do uništavanja nisko stabilnih jedinjenja i ispiranja produkata raspadanja. Pored toga, topla voda lakše prodire u strukturu nitroceluloze. Nedostatak ovog procesa je degradacija nitroceluloze do proizvoda male molekulske težine (5-20 strukturnih jedinica). Stoga se ovaj proces ne zloupotrebljava, posebno ako je potreban proizvod sa dobrim fizičkim i mehaničkim svojstvima (na primer, za piroksilinske prahove ili daljinske cevi).
Još jedna tehnološka suptilnost stabilizacije nitroceluloze je rekristalizacija nitroceluloze iz organskih rastvarača u prisustvu rastvora sode. Za razliku od prethodnog postupka, ovaj proces se izvodi na niskim temperaturama (10—25 °C (50—77 °F; 283—298 K)), ali veoma dugo i uz snažno mešanje. Nakon stabilizacije, rastvor sode se centrifugira, dobijeni rastvor piroksilina u organskoj materiji se dehidrira i dalje koristi.
Da bi se produžio rok trajanja nitroceluloze (u gotovom proizvodu), uvode se stabilizatori hemijske stabilnosti, uglavnom centraliti, difenilamin, kamfor. Ranije su korišćeni i amil alkohol, kolofonijum, aminski derivati naftalena itd., ali su pokazali nisku efikasnost. Osnovna funkcija stabilizatora je vezivanje azotne kiseline i azotnih oksida nastalih tokom raspadanja. U industriji se dobijena nitroceluloza transportuje, skladišti i koristi u obliku kooksilin-vodene suspenzije (CIA). Sadržaj koloksilina u ovom materijalu je 10-15%, prema osobinama KVV, podseća na prosek između krupice i gustog PVA lepka. Najviše podseća na papirnu pulpu, ali sa finim vlaknima.
Koloksilin-vodena suspenzija nakon pranja od kiselina se akumulira u mikserima - kontejnerima zapremine 100–350 m³, opremljenim mikserima, tako da se koloksilin ne taloži i kvalitet šarže se usredsređuje. Posle nekoliko sati mešanja, uzima se uzorak da bi se razjasnila svojstva, uglavnom molekulska težina, sadržaj azota i kiselina. Takođe uradite test skrob jodida za stabilnost. Za upotrebu u čistom obliku, nitroceluloza se odvaja od vode na bubanj filterima, dok je sadržaj vlage u materijalu oko 50%. U ovom obliku, nitroceluloza se može transportovati u različitim kontejnerima. Za dodatnu dehidrataciju, nitroceluloza se istiskuje u centrifugi na 800-1000 o/min. Ovo proizvodi nitrocelulozu sa sadržajem vlage od oko 6-8%. Dalja dehidracija se vrši pranjemetil alkohol u posebnoj centrifugi. U ovom slučaju, alkohol se unosi u centar bubnja i pomera se na periferiju pod dejstvom centrifugalnih sila. Alkohol se regeneriše destilacijom .
Za dobijanje balističkih ili sferičnih baruta, direktno se koristi koloksilin-vodena suspenzija. Za proizvodnju sfernih prahova može se koristiti i nitroceluloza istisnuta do 10% vlage, dok je poseban problem što se pri dispergovanju praškastog laka u vodenoj fazi i naknadnim očvršćavanjem granula praha dolazi do inkapsulacije određenog materijala. količina vode unutar praha. Određena poteškoća u dobijanju nitrata celuloze je visoka apsorpcija celuloze sa heterogenošću njene strukture i gustine vlakana. Ovo nameće upotrebu 50-100-strukog viška nitrirajuće smeše. Ako je ovo podnošljivo za laboratorije, onda je potpuno neprihvatljivo za industrijsku proizvodnju.
U industriji se koriste protivstrujni uređaji koji neprekidno rade na bubnju, po principu „vrteške“. Suština njihovog rada je snabdevanje celuloznim vlaknima s jedne strane, i nitrirajućom mešavinom sa druge strane, protivstruja. U ovom slučaju, smeša za nitriranje navodnjava ravan vertikalni bubanj ispunjen celuloznim vlaknom odozgo. Smeša teče iz ovog dela u sekciju posude, odakle se pumpa u sledeći deo. I tako dalje do 30-40 sekcija. Bubanj se polako rotira, u jednom trenutku proizvod se neprekidno istovaruje, u drugom trenutku se puni pulpa.
Postoji niz takvih aparata koji ne rade na prinudnom pumpanju smeše kiselina, već pod dejstvom centrifugalnih sila - nitrator-centrifuga. Ovaj uređaj je manje pogodan za postavljanje, ali je mnogo kompaktniji, jeftiniji za proizvodnju i omogućava vam da brzo istisnete kiselinu iz gotovog proizvoda.
Takav proces omogućava postizanje prinosa do 30–45% u odnosu na azotnu kiselinu. Istovremeno, mešavina istrošene kiseline koja sadrži do 25% vode i 10% azotne kiseline (ostatak je sumporna kiselina) šalje se na regeneraciju u aparat za destilaciju. Na temperaturi isparavanja sumporne kiseline pod blagim vakuumom (oko 200 °C (392 °F; 473 K)), nitrotela (nusproizvodi nitriranja bilo koje organske materije, nestabilni derivati nitro-, nitrozo- i nitrata) se uništavaju do ugljenikovih i azotnih oksida, kao kao i vode i katranske ugljenisane materije. Oksidi azota i voda se zahvataju u vlažnom skruberu i idu u proizvodnju neorganskih nitrata, a sumporna kiselina koja je skinuta do 96-98% se vraća u proces da bi se pripremila nova serija smeše za nitriranje.

## Karakteristike
- Jaka eksplozivna svojstva.
- Zapaljivo.
- Tačka paljenja približno 200 °C (392 °F; 473 K).
- Dobro se rastvara u organskim rastvaračima (npr. etil alkohol, aceton, benzol); takvi rastvori su poznati kao nitrocelulozni lak.
- Nerastvorljivo u vodi.
- Brzina detonacije 6.300 m/s (20.670 ft/s) sa maksimalnom gustinom od 1,3 g/cm³ (pri napajanju prajmerom ili u slučaju DDT-a).
- Polako se raspada kada je izložen toploti.
- Osetljiv na plamen i mehaničke nadražaje. Za bezbedan transport u nitrocelulozu se dodaje 25–30% vode ili alkohola (etanol, izopropanol, butanol itd.)
- Pali se pod uticajem varnice, toplote, plamena.
- Izgled celuloze nakon esterifikacije - blago žuti ili nepromenjen.

| Nitroceluloza 13,3% N          | Nitroceluloza 13,3% N        |
| ------------------------------ | ---------------------------- |
| Godina otkrića                 | 1845                         |
| Otkrio                         | Christian Schönbein          |
| Energija eksplozije            | 4,0 MJ/kg                    |
| Sposobnost drobljenja          | 380 cm³ Pb na 10 g           |
| Maksimalni pritisak detonacije |                              |
| Brzina detonacije              | 7,3 km/s                     |
| Gustina koja odgovara Vdet     | 1,20 g/cm³                   |
| Temperatura detonacije         | 230 °C (446 °F; 503 K)       |
| Osetljivost na udar            | prosečno                     |
| Zapremina gasovitih proizvoda  | 765 dm³/kg                   |
| Temperatura tokom eksplozije   | 3.100 °C (5.610 °F; 3.370 K) |

Koristi se kao glavni sastojak bezdimnog baruta. Nitrat celuloze sa nižim sadržajem azota koristi se za dobijanje celuloida - plastike i kolodija - supstance sa svojstvima polupropusne membrane, koja predstavlja 4-10% rastvor celuloznog nitrata u organskom rastvaraču.

## Vrste nitroceluloze
| Tip           | Broj grupa NO2 | Formula          |
| ------------- | -------------- | ---------------- |
| Mononitrica   | 1              | C24H39(NO2) O20  |
| Binitrica     | 2              | C24H38(NO2)2O20  |
| Trinitrica    | 3              | C24H37(NO2)3O20  |
| Tetranitric   | 4              | C24H36(NO2)4O20  |
| Pentanitrica  | 5              | C24H35(NO2)5O20  |
| Esanitrica    | 6              | C24H34(NO2)6O20  |
| Eptanitrica   | 7              | C24H33(NO2)7O20  |
| Ottonitrica   | 8              | C24H32(NO2)8O20  |
| Enneanitrica  | 9              | C24H31(NO2)9O20  |
| Decanitrica   | 10             | C24H30(NO2)10O20 |
| Endecanitric  | 11             | C24H29(NO2)11O20 |
| Dodecanitrica | 12             | C24H28(NO2)12O20 |

## Upotreba
Osnovna upotreba celuloznog nitrata je za proizvodnju lakova i premaza, eksploziva i celuloida.
U pogledu lakova i premaza, nitroceluloza se lako rastvara u organskim rastvaračima, koji nakon isparavanja ostavljaju bezbojan, providan, fleksibilan film. Nitrocelulozni lakovi su korišćeni kao završni sloj na nameštaju i muzičkim instrumentima.
Guncotton (nitroceluloza), rastvoren na oko 25% u acetonu, formira lak koji se koristi u preliminarnim fazama završne obrade drveta da bi se dobio čvrsti završni sloj sa dubokim sjajem. Obično je to prvi premaz koji se nanosi, brusi i prati drugi premazi koji se vezuju za njega.
Primene eksploziva su raznovrsne. U odnosu na primenu premaza, sadržaj nitrata je obično veći za primenu pogonskog goriva. Za letove u svemir, nitrocelulozu su koristili Copenhagen Suborbitals u nekoliko misija kao sredstvo za izbacivanje komponenti raketne/svemirske kapsule i postavljanje sistema za oporavak. Međutim, nakon nekoliko misija i letova, pokazalo se da nema željena eksplozivna svojstva u okruženju blizu vakuuma. Godine 2014. sletanje komete Philae nije uspelo da upotrebi svoje harpune jer njegovih 0,3 grama nitroceluloznog pogonskog punjenja nije uspelo da ispali tokom sletanja.
Lak za nokte je napravljen od nitroceluloznog laka, jer je jeftin, brzo se suši i ne oštećuje kožu.

### Ostale upotrebe
Kolodion, rastvor nitroceluloze, danas se koristi u lokalnim primenama na koži, kao što je tečna koža i u primeni salicilne kiseline, aktivnog sastojka jedinjenja V za uklanjanje bradavica.

#### Laboratorijske upotrebe
- Membranski filteri napravljeni od mreže nitroceluloznih niti različitih poroznosti, koriste se u laboratorijskim postupcima za zadržavanje čestica i hvatanje ćelija u tečnim ili gasovitim rastvorima i obrnuto, za dobijanje filtrata bez čestica.[16]
- Nitrocelulozna pločica, nitrocelulozna membrana ili nitrocelulozni papir je lepljiva membrana koja se koristi za imobilizaciju nukleinskih kiselina u Southern blotovima i Northern blotovima. Takođe se koristi za imobilizaciju proteina u vestern blotovima i mikroskopiji atomske sile [17] zbog svog nespecifičnog afiniteta za aminokiseline. Nitroceluloza se široko koristi kao podrška u dijagnostičkim testovima gde se javlja vezivanje antigen-antitelo; na primer, testovi na trudnoću, U-albumin testovi i CRP testovi. Glicin i hloridjoni čine transfer proteina efikasnijim.
- Radon testovi za urezivanje alfa staza koriste nitrocelulozu.
- Adolf Noe je razvio metod za čišćenje uglja loptice koristeći boje nitroceluloze.[18]
- Koristi se za oblaganje igraćih karata i za spajanje spajalica u kancelarijskim heftalicama.

#### Hobiji
- Godine 1851. Frederik Skot Arčer je izumeo proces vlažnog kolodija kao zamenu za albumen u ranim fotografskim emulzijama, vezujući srebrove halogenide osetljive na svetlost za staklenu ploču.[19]
- Mađioničarski fleš papiri su listovi papira ili tkanine napravljeni od nitroceluloze, koji skoro trenutno sagorevaju jarkim bljeskom, ne ostavljajući pepeo.
- Kao medij za kriptografske jednokratne jastučiće, oni čine odlaganje bloka potpunim, sigurnim i efikasnim.
- Nitrocelulozni lak se centrifugira na aluminijumske ili staklene diskove, zatim se strugom seče žleb, da se prave jednokratne fonografske ploče, koje se koriste kao majstori za presovanje ili za igru u plesnim klubovima. Oni se nazivaju acetatni diskovi .
- U zavisnosti od procesa proizvodnje, nitroceluloza je esterifikovana u različitom stepenu. Loptice za stoni tenis, trzalice za gitaru i neki fotografski filmovi imaju prilično niske nivoe esterifikacije i sagorevaju relativno sporo sa nekim ugljenisanim ostatkom.

- Godine 1846. otkriveno je da je nitrovana celuloza rastvorljiva u etru i alkoholu. Rastvor je nazvan kolodijum i ubrzo je korišćen kao zavoj za rane.[20][21]

## Istorijska upotreba

### Rani radovi na nitriranju celuloze
Godine 1832. Anri Brakono je otkrio da azotna kiselina, kada se kombinuje sa skrobom ili drvenim vlaknima, proizvodi lagani zapaljivi eksplozivni materijal, koji je nazvao ksiloidin. Nekoliko godina kasnije, 1838, drugi francuski hemičar, Teofil-Žul Peluz (učitelj Askanija Sobrera i Alfreda Nobela), tretirao je papir i karton na isti način. Žan Batist Dima je dobio sličan materijal, koji je nazvao niramidin.

### Guncotton
Oko 1846. godine Kristijan Fridrih Šenbajn, nemačko-švajcarski hemičar, otkrio je praktičniju formulaciju.  Dok je radio u kuhinji svog doma u Bazelu, prosuo je mešavinu azotne kiseline (HNO3) i sumporne kiseline (H2SO4) na kuhinjski sto. Posegnuo je za najbližom krpom, pamučnom keceljom, i obrisao je. Okačio je kecelju na vrata peći da se osuši, a čim se osušila, dogodio se bljesak kako se kecelja upalila. Njegov metod pripreme bio je prvi koji je široko korišćen. Metoda je bila da se jedan deo finog pamuka uroni u 15 delova jednake mešavine sumporne i azotne kiseline. Posle dva minuta, pamuk je uklonjen i ispran u hladnoj vodi da se postavi nivo esterifikacije i da se uklone svi ostaci kiseline. Pamuk je zatim polako sušen na temperaturi ispod 40 °C (104 °F; 313 K). Šenbajn je sarađivao sa frankfurtskim profesorom Rudolfom Kristijanom Botgerom, koji je iste godine samostalno otkrio proces.
Igrom slučaja, treći hemičar, profesor iz Brunsvika FJ Otto, takođe je proizveo pamuk 1846. i bio je prvi koji je objavio proces, na veliko razočaranje Šenbajna i Betgera.
Prava na patent za proizvodnju pamuka dobili su John Hall & Son 1846. godine, a industrijska proizvodnja eksploziva počela je u namenski izgrađenoj fabrici u Marsh Vorks u Favershamu, Kent, godinu dana kasnije. Proizvodni proces nije bio pravilno shvaćen i uvedeno je nekoliko sigurnosnih mera. U ozbiljnoj eksploziji u julu poginulo je skoro dvadesetak radnika, što je rezultiralo momentalnim zatvaranjem fabrike. Proizvodnja gumenog pamuka je prestala više od 15 godina dok se nije mogla razviti sigurnija procedura.
Britanski hemičar Frederik Avgust Abel razvio je prvi bezbedan proces za proizvodnju pamuka, koji je patentirao 1865. Vreme pranja i sušenja nitroceluloze je produženo na 48 sati i ponovljeno osam puta. Smeša kiselina je promenjena u dva dela sumporne kiseline u jedan deo azotne. Nitracija se može kontrolisati podešavanjem koncentracije kiseline i temperature reakcije. Nitroceluloza je rastvorljiva u smeši etanola i etra sve dok koncentracija azota ne pređe 12%. Rastvorljiva nitroceluloza, ili njen rastvor, ponekad se naziva kolodijum.
Pamuk koji sadrži više od 13% azota (ponekad se naziva nerastvorljiva nitroceluloza) pripreman je produženim izlaganjem vrućim, koncentrovanim kiselinama   za ograničenu upotrebu kao eksploziv ili za bojeve glave podvodnog oružja kao što su pomorske mine i torpeda. Sigurna i trajna proizvodnja pamuka počela je u Kraljevskoj fabrici baruta Valtham Abbei 1860-ih, a materijal je brzo postao dominantan eksploziv, postajući standard za vojne bojeve glave, iako je ostao previše moćan da bi se koristio kao pogonsko gorivo. Stabilnije i sporije sagorejuće mešavine kolodiona su na kraju pripremljene korišćenjem manje koncentrovanih kiselina na nižim temperaturama za bezdimni barut u vatrenom oružju. Prvi praktični bezdimni barut napravljen od nitroceluloze, za vatreno oružje i artiljerijsku municiju, izumeo je francuski hemičar Pol Viej 1884.
Žil Vern je sa optimizmom gledao na razvoj pamuka. On se u svojim romanima više puta osvrnuo na supstancu. Njegovi avanturisti su nosili vatreno oružje koristeći ovu supstancu. U njegovom delu Od Zemlje do Meseca, pamuk je korišćen za lansiranje projektila u svemir.
Zbog svog pahuljastog i skoro belog izgleda, nitrocelulozni proizvodi se često nazivaju pamuk, npr. lakirani pamuk, celuloidni pamuk i pištoljski pamuk.
Guncotton (nitroceluloza) je prvobitno napravljen od pamuka (kao izvora celuloze), ali savremene metode koriste visoko obrađenu celulozu od drvene pulpe. Iako je pamuk opasan za skladištenje, opasnosti koje predstavlja mogu se minimizirati skladištenjem navlaženog raznim tečnostima, kao što je alkohol. Iz tog razloga, izveštaji o upotrebi pamuka koji datiraju iz ranog 20. veka odnose se na „mokri pamuk“.
Snaga pamuka učinila ga je pogodnim za miniranje. Kao pokretač projektila, imao je oko šest puta veću proizvodnju gasa od jednake zapremine crnog baruta i proizvodio je manje dima i manje grejanja.
Artiljerijske granate punjene pamukom bile su naširoko korišćene tokom Američkog građanskog rata, a njihova upotreba je bila jedan od razloga zašto je sukob viđen kao „prvi moderni rat“. U kombinaciji sa artiljerijom koja puni zatvarač, takve visokoeksplozivne granate mogu da izazovu veću štetu od prethodnih čvrstih topovskih đula.
Tokom Prvog svetskog rata, britanske vlasti su sporo uvodile granate, dok su vojnici na frontu improvizovali puneći limene konzerve pamukom, otpadom i osnovnim fitiljem.
Dalja istraživanja su ukazala na važnost pranja zakiseljenog pamuka. Neoprana nitroceluloza (ponekad nazvana piroceluloza) može se spontano zapaliti i eksplodirati na sobnoj temperaturi, jer isparavanje vode dovodi do koncentracije neizreagovane kiseline.

### Film
Aleksandar Parkes je 1855. godine stvorio prvu veštačku plastiku, nitrocelulozu (brendirani Parkesine, patentiran 1862.), od celuloze tretirane azotnom kiselinom i rastvaračem. Godine 1868, američki pronalazač Džon Vesli Hajat razvio je plastični materijal koji je nazvao Celuloid, poboljšavši Parksov pronalazak plastifikacijom nitroceluloze kamforom kako bi se mogao preraditi u fotografski film. Ovo je komercijalno korišćeno kao "celuloid", veoma zapaljiva plastika koja je do sredine 20. veka bila osnova za lakove i fotografske filmove.
Hanibal Gudvin je 2. maja 1887. godine podneo patent za „fotografsku folikulu i proces proizvodnje istih, posebno u vezi sa rolo kamerama“, ali je patent odobren tek 13. septembra 1898. U međuvremenu, Džrdž Istman je već započeo proizvodnju rol-filma koristeći sopstveni proces.
Nitroceluloza je korišćena kao prva fleksibilna folija, počevši od proizvoda Eastman Kodak u avgustu 1889. Kamfor se koristi kao plastifikator za nitrocelulozni film, koji se često naziva nitratni film. Gudvinov patent je prodat kompaniji Ansco, koja je uspešno tužila Eastman Kodak zbog kršenja patenta i presuđeno mu je sa 5.000.000 dolara 1914. godine Goodvin Filmu.

#### Zapaljivost nitratnog filma
Katastrofalni požari vezani za celuloid ili "nitratni film" postali su redovna pojava u filmskoj industriji tokom neme ere filma i mnogo godina nakon dolaska zvučnog filma. Požari projektora i spontano sagorevanje nitratnih snimaka pohranjenih u studijskim trezorima i u drugim strukturama često su okrivljeni tokom ranog do sredine 20. veka za uništavanje ili teško oštećenje bioskopa, nanošenje mnogih ozbiljnih povreda i smrti, i za pretvaranje u pepeo negativa i originalnih otisaka i tako je stradalo na desetine hiljada naslova, pretvarajući mnoge od njih u izgubljene filmove. Čak i u slučajevima kada zalihe nitrata nisu izazvale razorni požar, kada se plamen iz drugih izvora proširio na velike obližnje filmske zbirke, nastalo sagorevanje je u velikoj meri pojačavalo požare i značajno povećavalo obim njihove štete.
Tokom 1914. godine — iste godine kada je Goodvin Film dobio 5.000.000 dolara od Kodaka za kršenje patenta — požari na nitratnim filmovima spalili su značajan deo rane kinematografske istorije Sjedinjenih Država. Samo u toj godini dogodilo se pet veoma razornih požara u četiri velika studija i fabrici za obradu filmova. Milioni filmova izgoreli su 19. marta u kompaniji Eclair Moving Picture Compani u Fort Liju, Nju Džersi. Kasnije istog meseca, mnogo više kolutova i filmskih konzervi negativa i otisaka takođe je spaljeno u studiju Edison u Njujorku, u Bronksu; zatim ponovo, 13. maja, požar u "fabrici filmova" Universal Pictures Colonial Hall na Menhetnu potrošio još jednu obimnu kolekciju. Još jednom, 13. juna u Filadelfiji, požar i serija eksplozija zapalili su se u trezoru filma od 186 kvadratnih metara (2.000 kvadratnih stopa) kompanije Lubin Manufacturing Compani i brzo su zbrisali praktično sve kataloga tog studija pre 1914. godine. Zatim je drugi požar pogodio kompaniju Edison na drugoj lokaciji 9. decembra, u njenom kompleksu za obradu filmova u Vest Orandžu, Nju Džersi. Taj požar, katastrofalan, izbio je u zgradi za filmsku inspekciju i prouzrokovao preko 7.000.000 dolara imovinske štete (($220,000,000 danas)). Čak i nakon promene filmske tehnologije, arhive starijih filmova ostale su ranjive; požar u trezoru MGM-a iz 1965. spalio je mnoge filmove koji su bili stari decenijama.
Upotreba isparljivog nitroceluloznog filma za filmove dovela je do toga da mnogi bioskopi zaštite svoje projekcijske sobe od požara zidnim oblogama od azbesta. Ovi dodaci imaju za cilj da spreče ili barem odlože migraciju plamena izvan područja projekcije. Film za obuku za projekcije uključivao je snimak kontrolisanog paljenja koluta nitratnog filma, koji je nastavio da gori čak i kada je potpuno potopljen u vodu. Kada se jednom zapali, izuzetno ga je teško ugasiti. Za razliku od većine drugih zapaljivih materijala, nitrocelulozi nije potreban izvor vazduha da bi nastavila sa gorenjem, pošto sadrži dovoljno kiseonika u svojoj molekularnoj strukturi da održi plamen. Iz tog razloga, uranjanje zapaljenog filma u vodu ga možda neće ugasiti, već bi moglo povećati količinu proizvedenog dima. Zbog mera predostrožnosti za javnu bezbednost, londonska podzemna železnica je zabranila transport filmova na svom sistemu sve dok nije uvedena zaštitna folija.
Često su se dešavali i požari u bioskopima uzrokovani paljenjem nitroceluloznog filma. U Irskoj je 1926. okrivljena za tragediju u bioskopu Dromcolliher u okrugu Limerik u kojoj je poginulo 48 ljudi. Zatim 1929. godine, u bioskopu Glen u Pejsliju u Škotskoj u požaru vezanom za film poginulo je 69 dece. Danas je projekcija nitratnog filma retka i obično je visoko regulisana i zahteva opsežne mere predostrožnosti, uključujući dodatnu obuku o zdravlju i bezbednosti za projekcije. Specijalni projektor sertifikovan za pokretanje nitratnih filmova ima mnogo modifikacija, među kojima su komore za punjenje i namotavanje u debelim metalnim poklopcima sa malim prorezima kako bi film mogao da prolazi kroz njih. Projektor je dodatno modifikovan tako da može da primi nekoliko aparata za gašenje požara sa mlaznicama usmerenim ka filmovima. Aparati za gašenje se automatski aktiviraju ako komad filma u blizini kapije počne da gori. Iako bi ovo okidanje verovatno oštetilo ili uništilo značajan deo komponenti projektora, ono bi zadržalo požar i sprečilo daleko veću štetu. Danas je Drajden teatar u Muzeju Džordža Istmana jedno od nekoliko pozorišta u svetu koje je sposobno da bezbedno projektuje nitratne filmove i redovno ih prikazuje javnosti.
Upotreba nitratnog filma i pretnja njegovog vatrenog potencijala svakako nisu bili problemi ograničeni na oblast filmova ili komercijalne fotografije. Film se dugi niz godina koristio i u oblasti medicine, gde je njegova opasna priroda bila najakutnija, posebno u primeni na rendgensku fotografiju. Godine 1929. nekoliko tona uskladištenog rendgenskog filma zapaljeno je parom iz polomljene cevi za grejanje na klinici Klivlend u Ohaju. Ta tragedija je odnela 123 života tokom požara i dodatne smrtne slučajeve nekoliko dana kasnije, kada su hospitalizovane žrtve umrle usled udisanja prevelike količine dima od zapaljenih filmova, koji je bio prožet otrovnim gasovima kao što su sumpor-dioksid i cijanovodonik. Povezani požari u drugim medicinskim ustanovama doveli su do sve veće neupotrebe nitrocelulozne zalihe za rendgenske zrake do 1933. godine, skoro dve decenije pre nego što je njena upotreba ukinuta za filmove u korist filma od celuloznog acetata, poznatijeg kao „bezbednosni film“.

### Razgradnja nitroceluloze i nove "sigurnosne" zalihe
Utvrđeno je da se nitroceluloza postepeno razlaže, oslobađajući azotnu kiselinu i dalje katalizujući razlaganje (na kraju u zapaljivi prah). Decenijama kasnije otkriveno je skladištenje na niskim temperaturama kao sredstvo za odlaganje ovih reakcija na neodređeno vreme. Smatra se da je velika većina filmova proizvedenih tokom ranog 20. veka izgubljena ili zbog ovog ubrzanog, samokatalizovanog raspada ili zbog požara u skladištu u studiju. Spašavanje starih filmova je veliki problem za filmske arhiviste.
Baza nitroceluloznog filma koju proizvodi Kodak može se identifikovati po prisustvu reči „nitrat“ tamnim slovima duž jedne ivice; reč samo jasnim slovima na tamnoj pozadini ukazuje na poreklo od originalnog negativa ili projekcijskog otiska na bazi nitrata, ali sam film u ruci može biti kasniji negativ za štampanje ili kopiju, napravljen na sigurnosnoj foliji. Acetatni film proizveden tokom ere kada su nitratni filmovi još uvek bili u upotrebi, na jednoj ivici je tamnim slovima označeno „Bezbednost“ ili „Bezbednosni film“. Folije od 8, 9,5 i 16 mm, namenjene za amatersku i drugu neteatralnu upotrebu, nikada se na zapadu nisu proizvodile na bazi nitrata.
Nitrat je dominirao tržištem za profesionalne filmove od 35 mm od nastanka industrije do ranih 1950-ih. Dok je sigurnosni film na bazi celuloznog acetata, posebno celuloza diacetat i celuloza acetat propionat, proizveden u meraču za upotrebu u malim razmerama u nišnim aplikacijama (kao što su štampanje reklama i drugih kratkih filmova kako bi se omogućilo njihovo slanje putem pošte bez potrebe za mere predostrožnosti od požara), prve generacije zaštitnih folija imale su dva velika nedostatka u odnosu na nitrate: bila je mnogo skuplja za proizvodnju i znatno manje izdržljiva u ponovljenoj projekciji. Cena bezbednosnih mera u vezi sa upotrebom nitrata bila je znatno niža od cene korišćenja bilo koje od bezbednosnih osnova dostupnih pre 1948. Ovi nedostaci su na kraju prevaziđeni lansiranjem celulozni triacetat temeljni film od Eastman Kodak-a 1948. Celuloza triacetat je vrlo brzo zamenio nitrat kao glavnu bazu filmske industrije. Dok je Kodak ranije ukinuo neke zalihe nitratnih filmova, 1950. je prestao da proizvodi razne nitratne filmove u rolni i 1951. je prekinuo proizvodnju nitratnih 35 mm filmova.
Ključna prednost celuloznog triacetata u odnosu na nitrat bila je u tome što ne predstavlja više opasnost od požara od papira (zalihe se često nazivaju „nezapaljivim“: to je tačno – ali je zapaljivo, samo ne toliko isparljivo ili kao opasan način kao nitrat), dok je skoro odgovarao ceni i trajnosti nitrata. Ostao je u skoro isključivoj upotrebi u svim folijama sve do 1980-ih, kada je poliester / PET film počeo da ga zamenjuje za srednje štampanje i štampu.
Poliester je mnogo otporniji na degradaciju polimera od nitrata ili triacetata. Iako se triacetat ne razlaže na tako opasan način kao nitrat, on je i dalje podložan procesu poznatom kao deacetilacija, koji arhivisti često nazivaju „sindrom sirćeta“ (zbog mirisa sirćetne kiseline u raspadajućem filmu), što uzrokuje da film skupljaju se, deformišu, postaju krhki i na kraju neupotrebljivi. PET, kao i celulozni mononitrat, manje je sklon rastezanju od druge dostupne plastike. Do kasnih 1990-ih, poliester je skoro u potpunosti zamenio triacetat za proizvodnju međuelemenata i oslobađanje otisaka.
Triacetat ostaje u upotrebi za većinu negativa fotoaparata jer se može "nevidljivo" spojiti pomoću rastvarača tokom montaže negativa, dok se poliesterski film obično spaja pomoću zakrpa ljepljive trake, koje ostavljaju vidljive tragove u području okvira. Međutim, ultrazvučno spajanje u liniji okvira područje može biti nevidljivo. Takođe, poliesterski film je toliko jak da se neće slomiti pod naponom i može izazvati ozbiljna oštećenja skupih mehanizama kamere ili projektora u slučaju zaglavljivanja filma, dok se triacetatni film lako lomi, smanjujući rizik od oštećenja. Mnogi su se protivili korišćenju poliestera za štampanje iz ovog razloga, i zato što su ultrazvučni uređaji za spajanje veoma skupi, izvan budžeta mnogih manjih pozorišta. U praksi se, međutim, pokazalo da to nije toliki problem kao što se očekivalo. Umesto toga, sa povećanom upotrebom automatizovanih sistema za dugotrajnu reprodukciju u bioskopima, veća čvrstoća poliestera je bila značajna prednost u smanjenju rizika da filmska izvedba bude prekinuta pauzom filma.
Uprkos opasnosti od samooksidacije, nitrat se i dalje visoko ceni jer je zaliha transparentnija od zamenskih materijala, a stariji filmovi su koristili gušće srebro u emulziji. Kombinacija dovodi do znatno svetlije slike sa visokim odnosom kontrasta.

### Tkanina
Rastvorljivost nitroceluloze bila je osnova za prvu "veštačku svilu" Žorža Odemarsa 1855. godine, koju je nazvao "Rajon". Međutim, Hiler de Šardone je bio prvi koji je patentirao nitrocelulozno vlakno koje je na izložbi u Parizu 1889. godine prodato kao „veštačka svila“. Komercijalna proizvodnja je počela 1891. godine, ali je rezultat bio zapaljiv i skuplji od celuloznog acetata ili kupramonijum rajona. Zbog ove nevolje, proizvodnja je prestala početkom 1900-ih. Nitroceluloza je nakratko bila poznata kao "svila za svekrve".
Frenk Hejstings Grifin je izumeo dupli godet, poseban proces rastezljivog predenja koji je promenio veštačku svilu u rajon, čineći je upotrebljivom u mnogim industrijskim proizvodima kao što su užad za gume i odeća. Nejtan Rozenštajn je izmislio „spunize proces“ kojim je pretvorio rajon iz tvrdog vlakna u tkaninu. Ovo je omogućilo da rajon postane popularna sirovina u tekstilu.

### Premazi
Nitrocelulozni lak proizvođača (između ostalog) DuPont, je dugi niz godina bio primarni materijal za farbanje automobila. Trajnost završne obrade, složenost modernih završnih obrada u više faza i drugi faktori uključujući ekološku regulativu naveli su proizvođače da izaberu novije tehnologije. Ostao je omiljen među hobistima iz istorijskih razloga i zbog lakoće sa kojom se može postići profesionalni završetak. Većina automobilskih farbi se i dalje pravi od laka zbog njegovog brzog sušenja, lakog nanošenja i superiornih svojstava prianjanja – bez obzira na materijal korišćen za originalnu završnu obradu. Gitare su ponekad delile kodove boja sa trenutnim automobilima. Pao je u nemilost za upotrebu u masovnoj proizvodnji iz više razloga, uključujući ekološku regulativu i cenu primene u odnosu na "poli" završne obrade. Međutim, Gibson i dalje koristi nitrocelulozne lakove na svim svojim gitarama, kao i Fender kada reprodukuje istorijski tačne gitare. Nitrocelulozni lak vremenom žuti i puca, a prodavnice po meri će reprodukovati ovo starenje kako bi instrumenti izgledali starinski. Gitare koje prave manje radnje (lutjeri) takođe često koriste "nitro" jer ima gotovo mitski status među gitaristima.

## Aplikacija
Nitroceluloza se proizvodi u velikim količinama u mnogim zemljama širom sveta i ima mnogo različitih upotreba:
- Bezdimni barut, obično piroksilin. Postoji mnogo vrsta bezdimnog baruta koji su ranije bili široko korišćeni u vojnim primenama (balistit, kordit).
- Eksplozivi. Zbog niske termičke stabilnosti, nitroceluloza se u čistom obliku ne koristi, već se koristi kao sastavni deo eksploziva. Godine 1885. prvi put je dobijena mešavina nitroceluloze sa nitroglicerinom, nazvana "eksplozivni žele".
- Ranije se koristio kao podloga za fotografije i film. Zbog zapaljivosti je zamenjen celuloznim acetatom i polietilen tereftalatom.
- Celuloid. Do 2010-ih loptice za stoni tenis su se pravile od nitroceluloze.
- Nitrocelulozne membrane za imobilizaciju proteina.
- U industriji zabave za proizvodnju brzogorećih predmeta u rekviziti umetnika žanra iluzija.
- Nitrocelulozne membrane se koriste za hibridizaciju nukleinskih kiselina, kao što je Southern blotting.
- Filmoformirajuća osnova nitroceluloznih lakova, boja, emajla.

## Opasnosti
Zbog svoje eksplozivne prirode, nisu sve primene nitroceluloze bile uspešne. Godine 1869, kada su slonovi bili ulovljeni do skoro izumiranja, industrija bilijara ponudila je tada nagradu od 10.000 dolara (($236.225 danas)) onome ko je smislio najbolju zamenu za loptice za bilijar od slonovače. Džon Vesli Hajat kreirao je pobedničku zamenu, koju je stvorio novim materijalom koji je izmislio, nazvanim kamforna nitroceluloza - prvi termoplast, poznatiji kao celuloid. Pronalazak je uživao nakratko popularnost, ali Hajat lopte su bile izuzetno zapaljive, a ponekad bi delovi spoljašnje školjke eksplodirali pri udaru. Vlasnik bilijar salona u Koloradu pisao je Hajatu o eksplozivnim sklonostima, rekavši da mu lično ne smeta mnogo, već što je svaki čovek u njegovom salonu na taj zvuk odmah povukao pištolj. Proces koji je koristio Hajat za proizvodnju lopti za bilijar, patentiran 1881, podrazumevala je stavljanje mase nitroceluloze u gumenu vreću, koja je potom stavljena u cilindar sa tečnošću i zagrevana. Pritisak je primenjen na tečnost u cilindru, što je rezultiralo ujednačenom kompresijom na nitroceluloznoj masi, sabijajući je u uniformnu sferu dok je toplota isparavala rastvarače. Lopta je zatim ohlađena i okrenuta da bi se napravila jednolična sfera. U svetlu eksplozivnih rezultata, ovaj proces je nazvan "Hiatt gun metod".
Veruje se da je pregrejana posuda sa suvom nitrocelulozom početni uzrok eksplozija u Tjenđinu 2015.

## Literatura
- Richard Escales: Die Schiessbaumwolle (Nitrocellulosen). BoD GmbH Norderstedt. 2003.  978-3-8311-4954-4.
- Jochen Gartz: Vom Griechischen Feuer zum Dynamit- eine Kulturgeschichte der Explosivstoffe. E.S. Mittler & Sohn, Hamburg-Berlin-Bonn. 2007.  978-3-8132-0867-2.